# Голештій-де-Сус
Голештій-де-Сус (рум. Goleștii de Sus) — село у повіті Вранча в Румунії. Входить до складу комуни Котешть.
Село розташоване на відстані 155 км на північний схід від Бухареста, 9 км на південний захід від Фокшан, 76 км на захід від Галаца, 116 км на схід від Брашова.

## Населення
За даними перепису населення 2002 року у селі проживали 393 особи, усі — румуни. Усі жителі села рідною мовою назвали румунську.